# Wysoka Górka w Chełmie

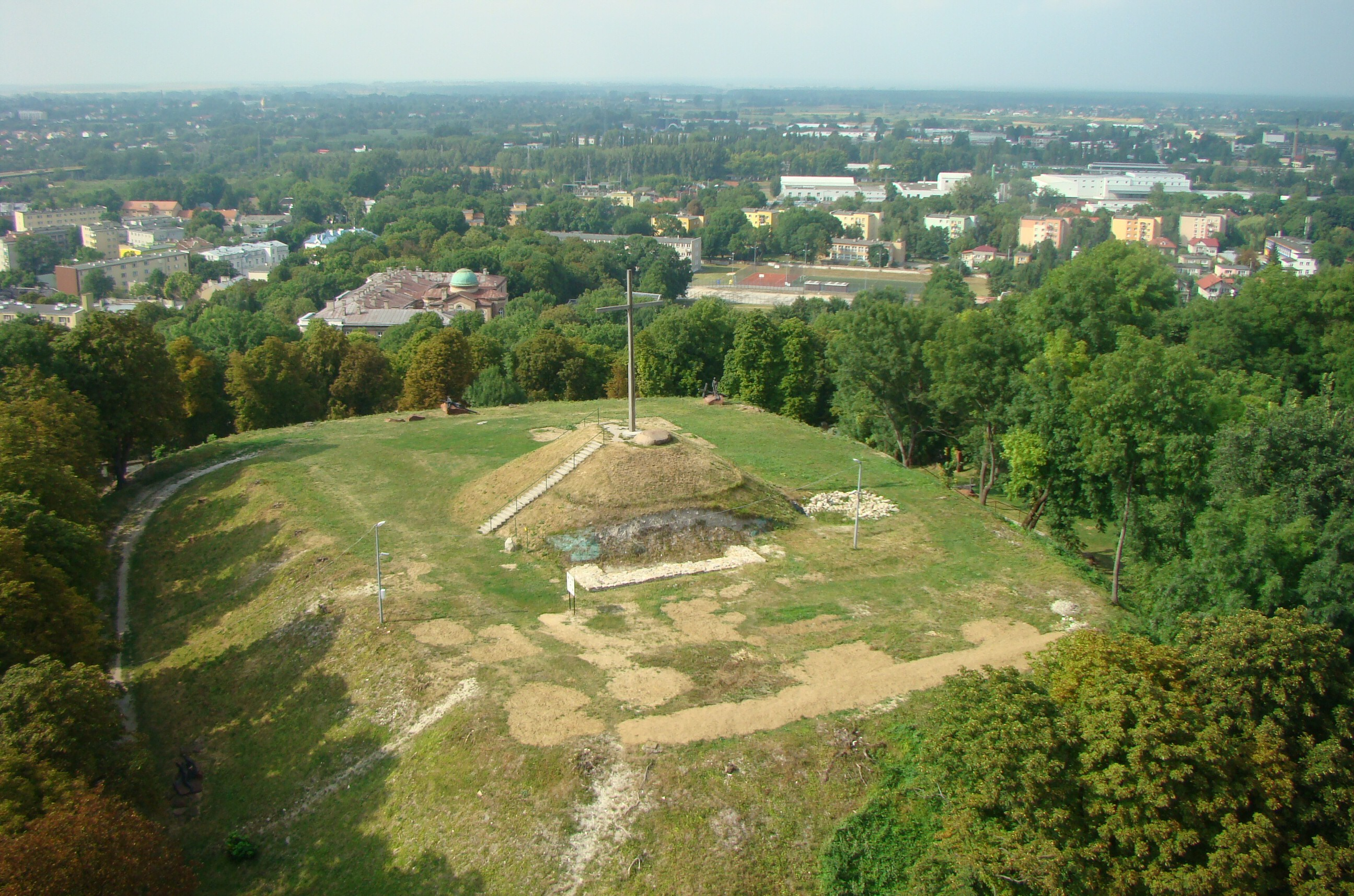
Wysoka Górka – widok z dzwonnicy katedralnej

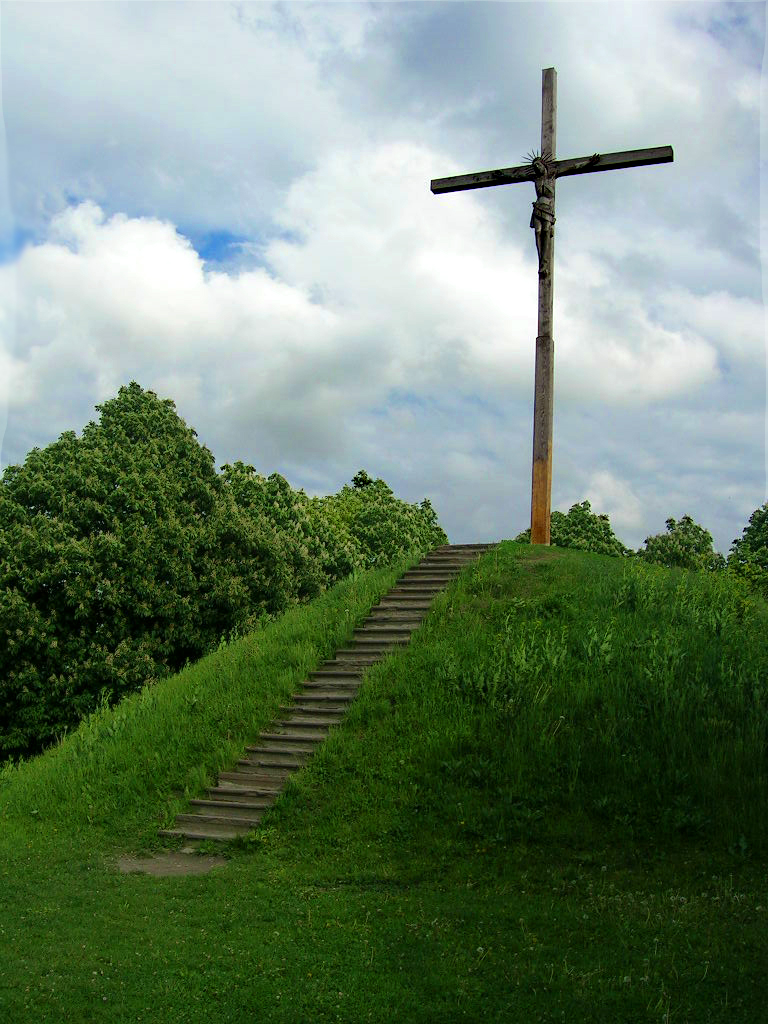
Kopiec Niepodległości

Wysoka Górka – wczesnośredniowieczne grodzisko znajdujące się na Górze Zamkowej, stanowiącej centralne wzniesienie w obrębie miasta Chełma, później zamek kniazia Daniela Halickiego, księcia halicko-wołyńskiego, zbudowany w XIII wieku. Od średniowiecza (XII-XVI wiek) miejsce kultu chrześcijańskiego.
Sztucznie usypane wzniesienie ma ok. 15 m wysokości (ponad szczyt Góry Zamkowej), cylindryczny kopiec o średnicy platformy szczytowej 45-60 m, powierzchnia majdanu ok. 60 na 40 m. Badania archeologiczne przeprowadzone w latach 1964-1966 wykazały istnienie w tym miejscu grodziska drewniano-kamiennego z X wieku wchodzącego w skład systemu obronnego, utworzonego przez związek plemienny Lędzian sandomierskich (jego funkcją była osłona wschodniej granicy ich terytorium). Wjazd do niego znajdował się od strony północnej.
Około 1236 r. wzniósł tu zamek książę Daniel Halicki, zwany także Danielem Romanowiczem. Powstało kamienne palatium i cerkiew poświęcona św. Janowi Złotoustemu. Budowla, jaką odsłonięto podczas badań archeologicznych, była zbudowana z zielonego wapienia oraz ciosanych bloków kładzionych na zaprawie wapiennej; miała długość 57 m, szerokość 22,5 m i grubość ścian 2 m. Wzorem dla budowli była prawdopodobnie rezydencja w Óbudzie na Węgrzech.
W 1349 r. Kazimierz Wielki wniósł tu kamienną wieżę obronną (5 na 5 m).
Według niektórych źródeł w 1789 r. dawny zamek księcia Daniela Halickiego stał jeszcze w całości; był konstrukcją w większej części drewnianą, wzniesioną na wysokim podmurowaniu; miał jedną wieżę wysoką, drewnianą; drugą niższą, murowaną; obok znajdował się murowany budynek. Pod koniec XIX wieku z zamku pozostały jedynie fundamenty.
Nasyp był początkowo wyższy, jednak w 1876 r. władze carskie splantowały go. Utworzono wówczas od południowej strony wejście w postaci pochylni. Na placu zbudowano kaplicę Świętych Cyryla i Metodego (1884 r.), która w 1921 r. została rozebrana do fundamentów. Na pozostałym po niej cokole w 1928 r. młodzież szkolna usypała kopiec X-lecia odzyskania niepodległości (ok. 3 m wysokości) - znajdujący się na środku Wysokiej Górki.
W latach 1964–1966 prowadzono tu badania archeologiczne w wyniku których odkryto m.in.:
- części drewniano-kamiennego wału o konstrukcji skrzyniowej;
- pięć rzędów częstokołu z pni dębowych - znajdujących się na obrzeżu wału;
- fundamenty zamku księcia Daniela[8];
- fundament Wieży Kazimierzowskiej[9].

W 1983 r. wzniesienie uznano za pomnik przyrody. U podnóża nasypu rośnie jesion wyniosły odmiany jednolistnej będący również pomnikiem przyrody.
7 września 1998 r. ks. abp Józef Życiński dokonał poświęcenia Krzyża Jubileuszowego na Kopcu Niepodległości.
Od 2010 roku trwają na terenie grodziska prace archeologiczne.